# Geisa Coutinho
Geisa Coutinho, född 1 juni 1980, är en friidrottare från Brasilien. Hon deltog vid olympiska sommarspelen 2004, olympiska sommarspelen 2012 och olympiska sommarspelen 2016.